# Sarah Harding
Sarah Nicole Harding, geboren als Sarah Nicole Hardman (Ascot (Berkshire), 17 november 1981 – Manchester, 5 september 2021) was een Brits zangeres en actrice. 

## Carrière
Harding was met name bekend als lid van de band Girls Aloud en door haar deelname aan Popstars - the Rivals. Voordat ze toetrad tot Girls Aloud heeft ze in de groep Project G gezeten. Naast het succes met Girls Aloud was Sarah bekend als actrice en model. 

### Privé
In oktober 2011 liet Harding zichzelf opnemen in een afkickkliniek voor depressies en een alcoholverslaving.
In augustus 2020 verklaarde Harding dat bij haar borstkanker was vastgesteld en was uitgezaaid naar andere delen van haar lichaam, en in maart 2021 werd bekend dat het terminaal bleek te zijn. Op 5 september 2021 overleed Harding op 39-jarige leeftijd.

## Discografie

#### Solo
- 2008 – Real Wild Child ("Wild Child: The Movie Soundtrack Party Album')
- 2009 – Too Bad ("St Trinian's 2: The Legend Of Fritton's Gold - Original Soundtrack")
- 2009 – Make It Easy ("St Trinian's 2: The Legend Of Fritton's Gold - Original Soundtrack")
- 2009 – Boys Keep Swinging ("St Trinian's 2: The Legend Of Fritton's Gold - Original Soundtrack")

## Filmografie
| Jaar | Titel                                          | Medium    | Rol                | Opmerkingen |
| ---- | ---------------------------------------------- | --------- | ------------------ | ----------- |
| 2007 | St. Trinian's                                  | Film      | Lid van schoolband | Cameo       |
| 2008 | Bad Day                                        | Film      | Jade Jennings      | Bijrol      |
| 2009 | Freefall                                       | Televisie | Sam                | Bijrol      |
| 2009 | St. Trinian's II: The Legend of Fritton's Gold | Film      | Roxy               | Hoofdrol    |

- Gemeinsame Normdatei: 1207278246
- MusicBrainz: becf7661-ff77-4dd1-9580-fe8dc823dada
- Virtual International Authority File: 6895158631011523370000
- WorldCat: E39PBJxMmxmBfmyH83Rk9DRtKd